# Phlomis dszumrutensis
Phlomis dszumrutensis là một loài thực vật có hoa trong họ Hoa môi. Loài này được Afan. miêu tả khoa học đầu tiên năm 1940.